# Louise Yim
Louise Yim (nacida como Yim Young-shin, en hangul, 임영신) fue una política, profesora y patriota coreana torturada por participar en la resistencia a la ocupación japonesa de Corea.
Cuenta con un artículo en el periódico Women's Times en donde describe las dificultades por las que pasó durante su lucha por la independencia femenina. Trabajó en la Asamblea de la República Nacional de Corea tras la guerra de Corea (1950-1953). Fue la primera mujer ministro surcoreana con el puesto de Ministro de Comercio e Industria, llegando a ser elegida por el parlamento, desde 1949 a 1954.

## Contexto histórico
Durante la Modernización de Corea y el Dominio Colonial entre los años 1896-1945, la población sentía un gran descontento hacia el sacrificio que el rey había hecho respecto a fuentes nacionalistas, dando lugar a movimientos nacionalistas liderado por coreanos quienes estaban luchando por encontrar sus verdaderas identidades nacionales que pudieran encajar en esa edad moderna. Después de que el Rey Gojong acabó con la Reforma Gabo, en respuesta ante la Revolución Campesina de Donghak, al llegar a Rusia, reforma caracterizada por llevar a cabo varios cambios en el gobierno coreano, una mafia callejera asesinó a ministros de reformas, y el nuevo gabinete conservativo invirtió el edicto para así poder evitar posibles problemas futuros. Fuera del gobierno, los hombres pertenecientes a los grupos sociales secundarios que formaban el nuevo Club de la Independencia (Independence Club) demandaban el despido de oficiales corruptos a la vez que defendían una educación dirigida a personas necesitadas para así poder dirigir al país hacia una modernización. El Club de la Independencia (Independence Club) organizó reuniones en la calle junto a sesiones educacionales, estableciendo un periódico nuevo, The Independent, escrito en vernacular y en inglés. Los miembros del grupo aumentaron cuando sus líderes empezaron a hacer discursos públicos, establecer sucursales en pequeñas ciudades, campañas para la construcción de una Puerta de la Independencia como signo de liberación de la subordinación hacia China, llevaron a cabo reuniones a gran escala y manifestaciones en Seúl, y demandaron y recibieron sitios en el consejo del Rey. Sus líderes incluían figuras como Seo Jaepil (Suh Jae-Pil), un ciudadano americano que volvió a Corea; Rhee Syngman (Ri Sing-Man), quien atendió Baejae (Beh-Jae), colegio cristiano misionero; y Yun Chiho (Yoon Chi-Ho), quien visitó Japón y fue educado en Estados Unidos. En el espíritu del progresismo americano, ellos denigraron la herencia coreana mientras que proclamaban la necesidad de crear una nación totalmente independiente. 
Aunque el Club de la Independencia (Independence Club) fue baneado tras dos años, inspiró a muchas mujeres de la élite a debatir sobre la igualdad de sexos y una educación para las mujeres en el contexto de nacionalismo coreano. Estas mujeres organizaron el Chanyang-hoe/Chahn-yang-hwae (Promotion Society) en 1898 para formar así una escuela para mujeres, y el Yeouhoe/Yuh-Ooh-Hwae (Friends of Women) al año siguiente de demandar la abolición del concubinato. Destacan grandes figuras como Esther Park, la primera mujer doctora, quien empezó a trabajar en el Women 's Hospital en 1900 y enseñó saneamiento además de trabajar en clínicas.
Por primera vez, las mujeres empezaron a tomar acciones públicas. Al frente nacional, establecieron organizaciones para pagar de vuelta las deudas extranjeras que el régimen había ido amontonando, protestaron en contra de la corrupción administrativa, lucharon por la independencia, y organizaron grupos de apoyo para varias causas. Respecto a los problemas domésticos, fundaron sociedades en 1906 y 1907 para hacer campañas para la educación femenina, se opusieron a la separación de sexos, dejaron de llevar telas que cubrían sus rostros en público, establecieron un hospital, y publicaron un nuevo periódico, Women’s Times, en donde Louise Yim destacó por hablar vívidamente sobre sus dificultades a la hora de luchar por la independencia para las mujeres (Luise Yim’s Writings on Female Independence).

## Biografía
Louise Yim o Im Yeongsin, nació el 20 de noviembre de 1899 en Kumsan, cinco años después del asesinato de la reina Min (Myeongseong de Joseon) por parte de agentes japoneses y por tanto la toma del país por los japoneses, y murió en Seúl el 17 de febrero de 1977, con 77 años de edad. Nació en una familia agricultora adinerada cristiana. De joven, tomó inspiración de la historia de Juana de Arco, decidiendo entonces que en un futuro cercano tomaría el rol de sabio para su país. Cuando era solo una niña de 12 años, fue acusada de ser una maleducada por no querer contraer matrimonio con japoneses. Mientras que los japoneses continuaron con su establecimiento del poder, Louise Yim, junto a otras miles de coreanas respondieron con la organización del Movimiento Primero de Marzo, tras lo que fue encarcelada y torturada. Los japoneses respondieron de forma muy violenta, utilizando palizas, tortura, encarcelamiento y ejecutamientos públicos para así acabar con la rebelión y poder terminar con su dominación hasta 1945. En el Movimiento Primero de Marzo en 1919 participaron miles de coreanos, tomando así el control de las calles a favor de la independencia coreana frente al colonialismo japonés. Este movimiento se convirtió en el catalizador y en el momento crucial para el movimiento independentista y para la historia coreana. Hombres y mujeres de todas las edades participaron en este movimiento, pero solo unas cuantas figuras femeninas como las de Louise Yim o Yu Gwa Sun destacaron.
En febrero de 2019, 307 de 15.190 personas fueron premiadas por el honor de luchar por la independencia, siendo estas 307 personas mujeres. Aunque en su mayoría son las mujeres las que son olvidadas o negadas en comparación con los activistas masculinos con logros parecidos, se sigue dando una menor visualización a las activistas femeninas. 
Louise Yim fue torturada, y llamada la versión coreana de Juana de Arco. Escribió un libro, Mi lucha de 40 años por Corea (My Forty Year Fight for Korea). No solamente luchó por su país, sino que también luchó por la liberación de las mujeres de su país, regido por las normas tradicionales coreanas, tales como casamientos infantiles y la negación a la educación en mujeres y niñas.
En 1938 contrajo matrimonio con Soon Kyo Hahn director del colegio del que Louise era presidenta, “Central Kindergarten Normal School of Seoul”, provocando la publicación de un artículo sobre su casamiento en la revista Women’s Clubs, en la sección de Society News, con el titular de LOUISE YIM, EDUCATOR IN KOREA, WED HERE; President of Girls School in Seoul, Bride of Soon K. Hahn.
Louise Yim obtuvo su licenciatura y máster en teología y ciencia política en la Universidad de California del Sur, sirviendo después en la Asamblea de la República Nacional de Corea durante varios años tras la guerra de Corea, para luego trabajar como delegada surcoreana de las Naciones Unidas, en donde ayudó a redactar la resolución que concedió la independencia de Corea en 1948, y en donde obtuvo el puesto de Ministra de Comercio e Industria (1948-1949) por el presidente Syungman Rhee, convirtiéndose en la primera mujer surcoreana en formar parte del gabinete. En 1945, organizó el Partido Democrático de Corea, convirtiéndose en su primer presidente. De 1953 a 1961 estuvo en el puesto de presidente de la Universidad de Chung Ang, cuya fundación recibió su ayuda en 1931. 
En 1965, Louise Yim fue elegida presidenta de la Federación Coreana de Asociaciones Educacionales, siendo la anfitriona de la decimoquinta Asamblea Delegada de la Confederación Mundial de Organizaciones de la Profesión Docente.

## Artículo enWomen's Times

### Louise Yim’s Writings on Female Independence
En este artículo, Louise Yim cuenta cómo iba al exterior de la escuela de chicos a la que su padre había atendido para así poder escuchar las lecciones que estos repetían tras sus profesores. Un día, cuando todos se fueron a casa, entró a clase y le preguntó a un profesor si le podía hablar de algo. Este aceptó con gran honor, y Louise Yim le preguntó con su inocencia si a una chica no le estaba verdaderamente permitido el aprender a leer y escribir. El profesor se quedó callado durante un momento, y Louise Yim sentía miedo de que se riera y la mandara de vuelta a casa. Pero para su sorpresa, el profesor respondió que si los dioses le habían dado el valor suficiente como para preguntar tal pregunta, se podría esperar que también le hayan dado el poder para aprender. Acto seguido, se ofreció a enseñarle todo lo necesario cada vez que volviera al colegio. 
Con solo 12 años, en 1912, había rumores de que las chicas coreanas iban a ser obligadas a casarse con japoneses, por lo que muchos padres se apresuraron a casar a sus hijas con personas cercanas. Su hermana ya se había casado, y su turno llegaría pronto. Un día, dos mujeres fueron a su casa, con la intención de casarla, y Louise Yim no pudo evitar odiarlas, pues sentía que la estaban intentando encarcelar. En vez de responder a lo que estas dos mujeres le preguntaban, se limitó a devolverles las preguntas y cuestionarlas, ante lo que se sorprendieron, llevándose las manos a la cara y exclamando. 
Louise Yim les dijo que era un crimen lo que estaban intentando hacer, el forzar el casamiento a una chica lo demasiado joven como para saber algo sobre este. Esto era algo muy desconocido para ellas, pues no estaba bien visto que una chica joven contestara de esa forma a sus mayores. 
Cuando se fueron, les escuchó decir que hablarían con su madre y que no le quedaría otra. Que era demasiado maleducada. 
Otro anécdota que Louise Yim narró en este artículo tuvo lugar en 1916, en el instituto, cuando Louise Yim sabía que los hombres que creían que la presencia femenina era innecesaria en la vida nacional eran los hombres que no sabían nada sobre mujeres. Algo que Louise Yim nunca pudo entender es porqué los hombres pensaban que las mujeres eran inferiores a ellos intelectualmente. Su mayor deseo era el ir ante todos los hombres y decirles que, además de ciertas diferencias físicas y la habilidad femenina de tener hijos, una mujer piensa lo mismo que todo hombre puede llegar a pensar. Solo porque una mujer se permita ser exiliada en la cocina, no significa que renuncie a sus sentimientos como individual.

## My Forty Years Fight For Korea
Obra publicada por Louise Yim el 15 de noviembre de 1951. Se trata de una cruel y combativa autobiografía realizada por la misma autora, en donde la destacada patriota liberal representa su persona como un ángel triste que no ha sido recompensado, sino que ha sido despreciado, entre ladrones. Cuenta su historia desde su nacimiento a principios de 1900 en Corea del Sur, convertida al cristianismo desde una edad temprana, y que, aún tras recibir la negación por parte de su familia, completó su educación en Japón y en Estados Unidos. Siendo antagonista ante la ocupación japonesa de la época, tuvo la mentalidad justamente necesaria para decidir cuanto antes que quería alinearse con los patriotas coreanos, llegando a conseguir el puesto de Ministra de Comercio bajo el gobierno de Syngman Rhee. Su relación con Syngman terminó cuando ella consideró legítimo lo que él consideraba malversación de fondos económicos. Otro acontecimiento que empeoró la relación que ambos habían mantenido durante los años fue la ignorancia por parte de Syngman hacia la recolección de pruebas que Louise había realizado gracias a tropas norcoreanas y comunistas. 
Es la historia de la vida de una persona que se dirige a su propio fin, a la vez que lucha por establecer un país democráticamente libre. Los elementos políticos y analíticos de su historia representan varias facetas poco conocidas sobre la imagen débil de Corea del Sur, junto a la deserción de muchos lados comunistas, la decepción ante las tácticas americanas en cuanto a las filtraciones de la propaganda japonesa y comunista, junto a la debilidad del gobierno de Syngman Rhee. En realidad, la cuestión coreana es más amplia que simplemente los conflictos que ella misma narra, pues las descripciones de Louise de la ocupación japonesa y de las injusticias realizadas proporcionan al lector de conocimientos suficientes. 